# بانه‌وره
بانه‌وره یا بانِوْرِه یکی از پنج شهر شهرستان پاوه در استان کرمانشاه می‌باشد که از نظر جمعیت و نفوس تحت نظر بهداشت و درمان مرکز بانه‌وره جمعیت ۳۹۲۴ نفر است اما با احتساب جمعیت عشایری جمعیت آن بیش ۵۱۰۰ نفر می‌باشد در شمار بیست و یکمین شهر پرجمعیت استان کرمانشاه است و هم‌چنین مرکز دهستان شیوه‌سر نیز می‌باشد که در سال ۱۳۹۰ به شهر تبدیل گشت. اهالی بانه‌وره، از ایل جاف از طایفهٔ امامی هستند که در اوایل انقلاب ۱۳۵۷ ایران، در این منطقه گرد هم آمدند و رفته‌رفته این شهر را به‌وجود آوردند. البته عده‌ای از این مردم هم‌اکنون در کردستان عراق زندگی می‌کنند.

## تاریخچه

### وجه تسمیه
روایتی در مورد نام «بانه‌وره» وجود دارد این‌ست که در قدیم، مردم هورامی‌زبانِ خانقاه در زمینی که به اندازه هموار و بلند بوده پنبه کاشته‌اند و در زبان اورامی، زمین هموار و نسبتاً بلند را «بان» و به پنبه «وره» به همین مناسبت روستا را به نام «بانه‌وره» نام نهاده‌اند. طایفه‌های بزرگ امامی قبل از ساکن شدن در بانه‌وره، کوه‌های اطراف و چشمه‌های پرآب آن مانند زیستگاه تابستانی میگوره محل ییلاقی آنها بوده‌است و در فصل گرما همراه دام‌های خود به این محل سفر می‌کردند و در فصل سرما نیز به گرمسیر یعنی محل اصلی زندگیشان برمی‌گشتند.
البته روایتی دیگر هم هست، و از داستانی قدیمی نشأت می‌گیرد که در گویش هورامی کلمهٔ بانه‌وره به معنای «بام‌های فروریخته» می‌باشد.

### تأسیس
مردمان این شهر، بیشترشان از طایفه امامی هستند. طایفهٔ امامی از طوایف اتحادیهٔ ایلی مهم و نیرومند و معتبر اورامانات هستند و در امور داخلی کاملاً خودمختار و مستقل هستند که قدمتی چندصدساله دارند.
این طایفه در گذشته، زمستان‌ها به ناحیهٔ گرمسیری لاوران، دروله سفلی و علیا، کلور، کانی‌سالار، دره‌یاب، سیمان، کولسه امین و… که گرمتر بوده مهاجرت می‌کردند و در تابستان‌ها به ناحیهٔ سردسیری همچون شاهو، میگوره، هانه‌سلیمان و سوروان و… مهاجرت می‌کردند.
قدمت این شهر از نظر مسکن دائمی مردم؛ به حدود ۱۳۵۹ شمسی و اوایل انقلاب ۱۳۵۷ ایران برمی‌گردد. در سال ۱۳۵۹ با شروع جنگ ایران و عراق مردم چند روستای امامی که در مرز عراق و ایران بودند، زمینی که اکنون در سکونت دارند قسمتی از زمین‌های میوی که از گذشته در مالکیت مردم بلئی بود و قسمتی از آن نیز در مالکیت روستای خانقاه بوده (که این قسمت نیز املاک طایفه موسی‌زاده در خانقاه بوده‌است که این طایفه نیز اصالتی بله ای دارند) به مبلغ ۱٬۲۰۰٬۰۰۰ تومان خریداری نموده که کم‌کم جمع زیادی از مردم طایفه امامی، در روستا جمع می‌شوند و رفته‌رفته آن را آباد می‌کنند.
در سال ۱۳۹۰ نیز با تصویب وزیران عضو کمیسیون سیاسی و دفاعی و بنا به پیشنهاد وزارت کشور، به شهر تبدیل گشت.
طبق نظریه‌ای شهر معروف باستانی «آتور» که حدود سه هزار سال پیش توسط آشوریان به آتش کشیده شده‌است و اکنون در زیر تلی از خاک مدفون است در زیر شهر بانوره کنونی واقع است.

## جغرافیا

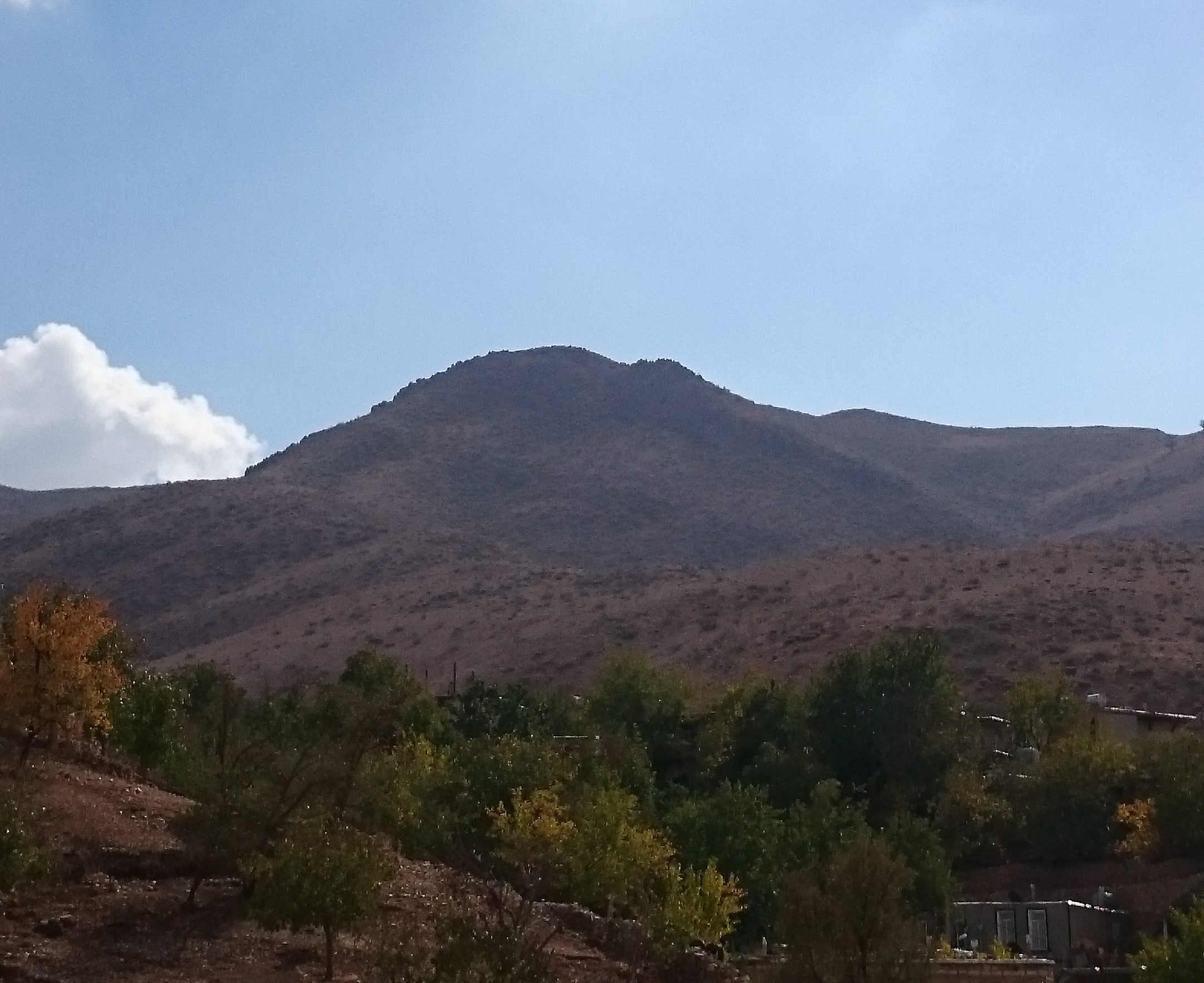
کوه ریاوکو در جنوب شهر

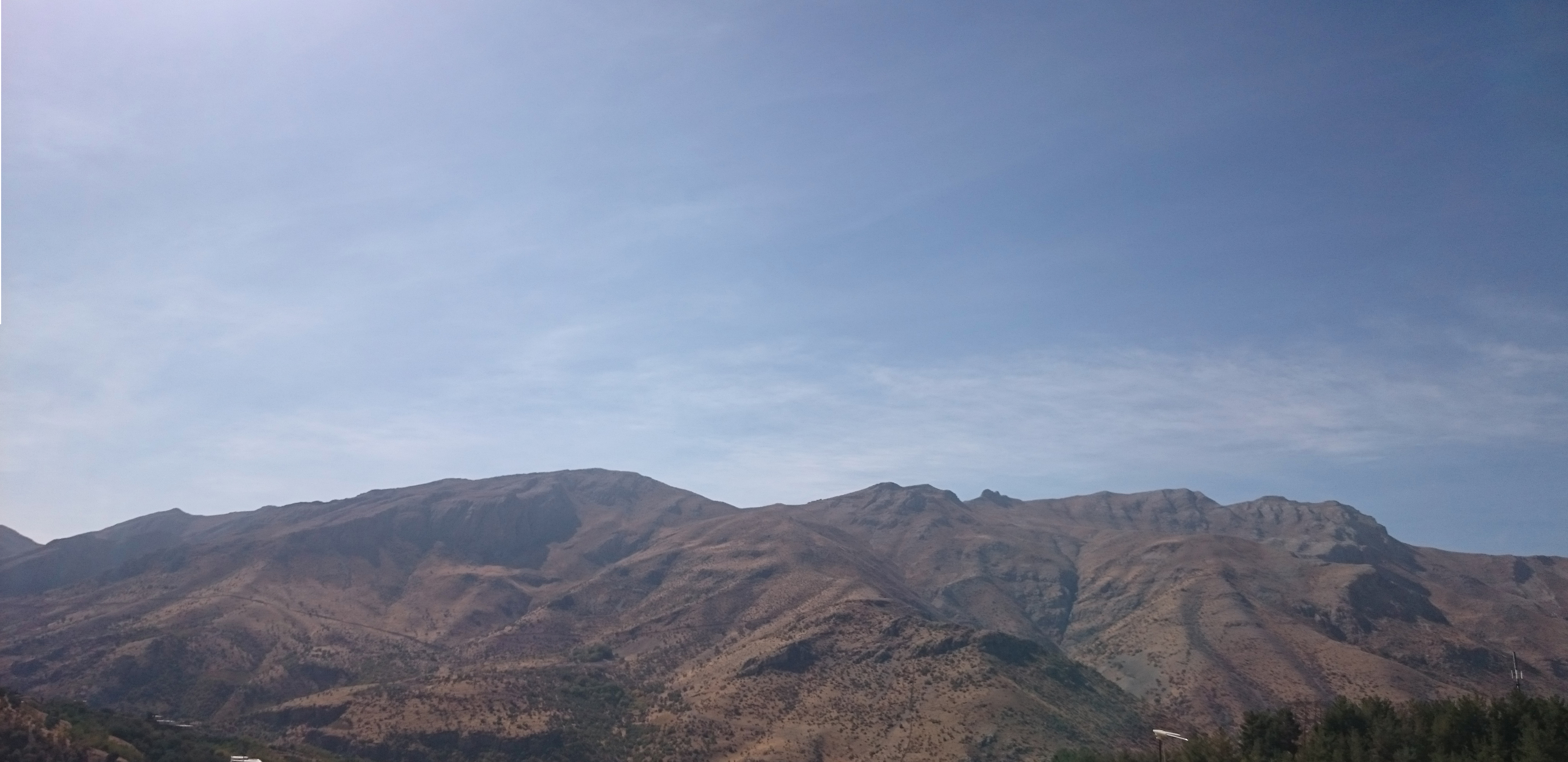
کوه آتشکده در شمال و شمال شرقی شهر

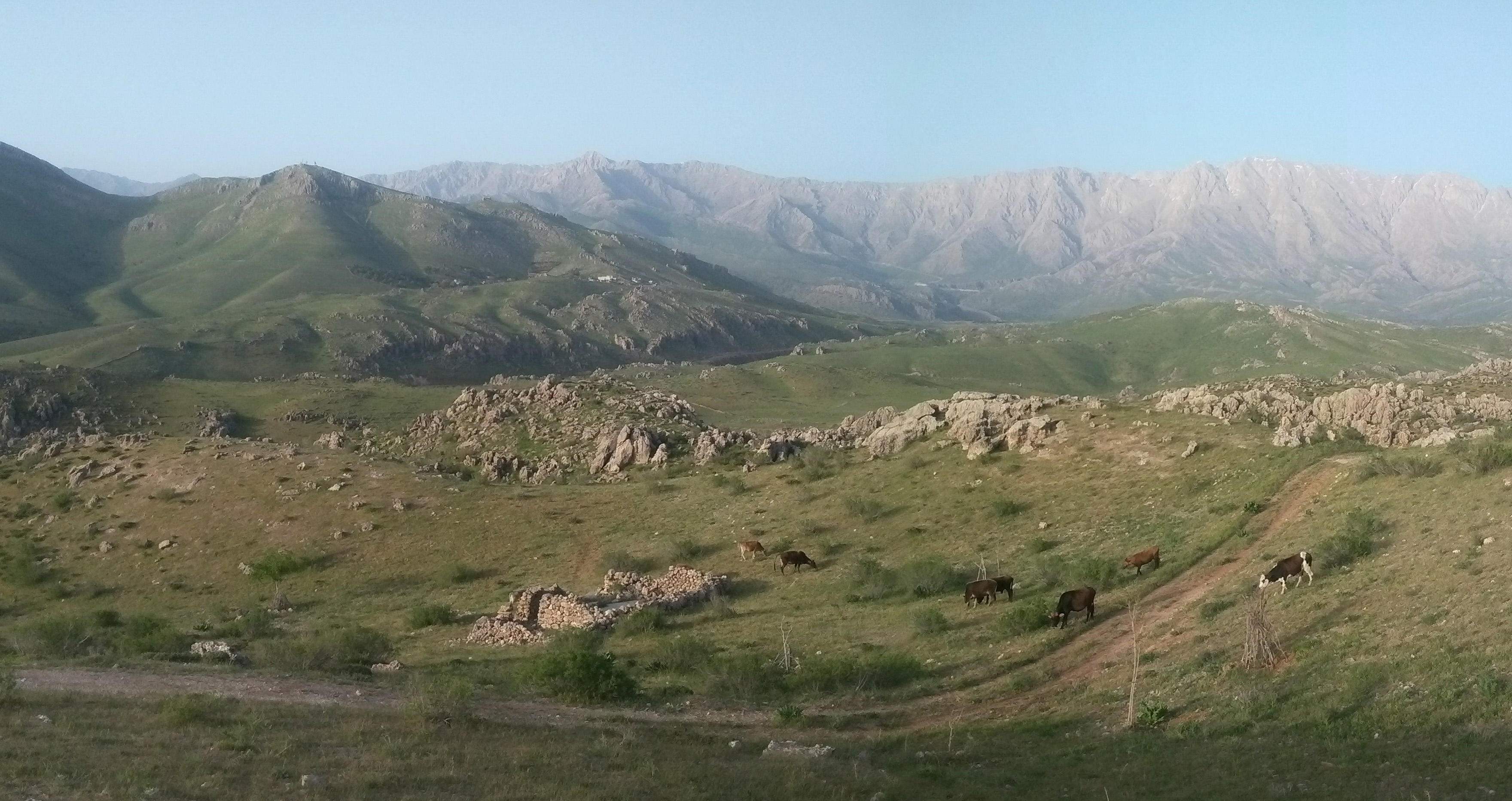
کوه شاهو در شمال و شمال غربی

بانه‌وره در ۱۱۰ کیلومتری مرکز استان و در ۱۷ کیلومتری جنوب شرقی شهرستان پاوه با مساحتی ۱۰۰ هکتاری قرار دارد که یکی از مرتفع‌ترین مکان‌های منطقهٔ اورامانات نسبت به سطح دریاست و در میان کوه‌های شاهو و آتشکده، ریاوکو و ماکوان محصور گشته‌است. مردمان این شهر برخلاف شهر پاوه که به گویش کردی هورامی سخن می‌گویند، به لهجهٔ کردی جافی سخن می‌گویند.

### جمعیت
بر پایه سرشماری عمومی نفوس و مسکن در سال ۱۳۹۵ جمعیت آن ۳٬۱۸۷ نفر (۸۹۱ خانوار) بوده‌است.

## آب
شهر بانه‌وره آب شرب ندارد و آب‌رسانی به این شهر با تانکر صورت می‌گیرد. در تابستان ۱۴۰۱ اعلام شد که آب چشمۀ روستاهای تشار، وزلی و نروی که منابع اصلی تأمین آب بانه‌وره بودند خشک شده‌اند.